# ベンジャミン・ワトソン
ベンジャミン・ワトソン（Benjamin Watson、1980年12月18日 - ）はバージニア州ノーフォーク出身の元アメリカンフットボール選手。ポジションはタイトエンド（TE）。

## 経歴

### プロ入りまで
サウスカロライナ州ロックヒルの高校に通い、アメリカンフットボールと陸上競技を行った。高校3年時、彼の学校は州のチャンピオンとなった。4年時、フットボールでは31回のレシーブで515ヤードを獲得した。陸上競技では短距離走の選手として、200m走で22秒37、400m走で50秒03の記録を出した。
デューク大学に進学したが、その後、ジョージア大学に転校し、3シーズンプレーし、65回のレシーブで852ヤードを獲得、6TDをあげた。

### ニューイングランド・ペイトリオッツ
2004年のNFLドラフト1巡全体32位でニューイングランド・ペイトリオッツに指名された。この年1試合の出場に終わり、シーズンの大半を故障者リストで過ごした。チームは第39回スーパーボウルでフィラデルフィア・イーグルスを破り、スーパーボウル連覇を果たした。
2007年、ペイトリオッツが無敗でレギュラーシーズンを終えたが、彼はチーム3位の6TDをあげた。
2009年のバッファロー・ビルズとの開幕戦では残り55秒に、前年に故障したトム・ブレイディからの決勝TDパスを2本のTDパスをキャッチした。
ペイトリオッツ在籍中は怪我による欠場が多く、6シーズンで49試合の出場にとどまった。

### クリーブランド・ブラウンズ
2010年3月12日、クリーブランド・ブラウンズと契約、ペイトリオッツ時代のオフェンスコーディネーター、エリック・マンジーニヘッドコーチと再会した。
2012年は、先発TEとして49回のレシーブで501ヤードを獲得、3TDをあげた。

### ニューオーリンズ・セインツ
2013年3月18日、ニューオーリンズ・セインツと3年契約を結んだ。この年、発覚したマイアミ・ドルフィンズのいじめ問題について、今まで聞いた中で最悪の出来事だと語った。
2015年、彼はドリュー・ブリーズ、ザック・ストリーフとともにオフェンスのキャプテンに選ばれた。第6週のサーズデイナイトフットボールでそれまで開幕から無敗だったアトランタ・ファルコンズとチームは対戦、その試合で彼は10回のレシーブで127ヤードを獲得、1TDをあげてチームの勝利に貢献した。第8週のニューヨーク・ジャイアンツ戦でも9回のレシーブで147ヤードを獲得、1TDをあげた。この年、75回のレシーブで825ヤードを獲得、6TDをあげて、プロボウルの補欠に選ばれた。またイーライ・マニング、アンクワン・ボールディンとともにウォルター・ペイトン・マン・オブ・ザ・イヤーのファイナリストに選ばれた。

### ボルチモア・レイブンズ
2016年3月9日、ボルチモア・レイブンズと2年700万ドル（300万ドルの保障）で契約を結んだ。8月27日に行われたデトロイト・ライオンズとのプレシーズンゲーム第3週の試合で、アキレス腱を断裂し、シーズン絶望となった。
2017年は16試合に出場し12試合に先発、61回のレシーブで522ヤード、4回のタッチダウンをあげた。

### セインツ復帰
2018年3月28日にセインツと1年200万ドルで契約を結んだ。10月21日の古巣・レイブンズ戦では、ドリュー・ブリーズのキャリア500回目のタッチダウンパスをキャッチした。

### ペイトリオッツ復帰
2018年12月に一旦は現役引退を表明したが、2019年5月10日にペイトリオッツと契約した。
10月21日のニューヨーク・ジェッツ戦でシーズン初出場を果たし、プレーオフ・ワイルドカードラウンドのテネシー・タイタンズ戦にも出場した。

### 現役引退
2020年3月16日に2度目の現役引退を表明した。

## 人物
2014年8月、黒人青年が白人警官に射殺され、同年11月にこの警官が不起訴となった「ファーガソン決定」に対する投稿は、インプレッション数5億件、86.3万件の「いいね!」、8万6000件のコメントが集まり、彼のメッセージは47.3万回シェアされた。そして彼は、CNNより、2014年に最も注目を集めた人々11人の1人に選ばれた。